# Frederik van Saksen-Altenburg (1801-1870)
Frederik Willem Karel Jozef Lodewijk George van Saksen-Altenburg (Hildburghausen, 4 oktober 1801 - Altenburg, 1 juli 1871) was prins van Saksen-Hildburghausen, dat van 1780 tot 1806 een vorstendom,en van 1800 tot 1826 een hertogdom was, en vanaf 1826 prins van Saksen-Altenburg.
Hij was het negende kind en de vierde zoon van hertog Frederik van Saksen-Altenburg en Charlotte van Mecklenburg-Strelitz. Om verwarring met zijn gelijknamige vader te voorkomen, werd hij vaak "de jongere" genoemd. Zijn oudere zuster Theresia zou later koningin van Beieren worden. Hij genoot zijn schoolopleiding in Zwitserland.
Frederik verloofde zich in 1834 met de Engelse lady Maria Alathea Tabot, maar tot een huwelijk kwam het niet, niettegenstaande zijn zwager, de Beierse koning, Lodewijk I zo enthousiast was over het voornemen, dat hij de lady Maria als doorluchtige hoogheid en als prinses van Beieren in de Beierse adelstand opnam.
Frederik zou nooit trouwen. Hij leefde samen met zijn zuster Charlotte, die informeel gescheiden was van haar man prins Paul van Württemberg, in bij zijn broer hertog George.